# Sharpe-őszantilop
A Sharpe-őszantilop (Raphicerus sharpei) az emlősök (Mammalia) osztályának párosujjú patások (Artiodactyla) rendjébe, ezen belül a tülkösszarvúak (Bovidae) családjába és az antilopformák (Antilopinae) alcsaládjába tartozó faj.

## Előfordulása
A Sharpe-őszantilop Délkelet-Afrika lakója: Tanzánia déli részétől egészen a Dél-afrikai Köztársaság északkeleti részéig (Limpopo és Mpumalanga tartomány) és Kelet-Szváziföldig húzódik elterjedési területe, ami Malawit, Mozambikot, Zimbabwét, Zambia Zambézitől keletre eső részeit, illetve a Kongói Demokratikus Köztársaság délkeleti és Botswana északkeleti csücskét és a Namíbiához tartozó Caprivi-sávot is magába foglalja. Az Indiai-óceán menti parti sávból hiányzik. Élőhelyén jórészt a Brachystegia nembe tartozó mimózaféle dús aljnövényzetű erdőségeihez kötődik, de helyenként nyíltabb vidékeken is előfordul.

## Megjelenése
A Sharpe-őszantilopok kis termetű kérődzők: marmagasságuk 45-55 centiméter, testhosszuk 65-75 centiméter, amihez 4-8 centiméteres farok csatlakozik; testtömegük 7-16 kilogramm. A tehenek némileg nagyobbak a bikáknál, viszont csak ez utóbbiaknak vannak szarvai: ezek rendszerint öt centiméter hosszúak, a rekord 10,48 centiméteres.
A többi őszantilophoz hasonlóan vörösesbarna alapszínét fehér szőrszálak tarkítják, ettől tűnnek jellegzetesen „ősznek”. A végtagok külseje és a fej nagy része sárgásbarna, de a szem körül egy fehéres gyűrű egészen az orrtükörig húzódik. A végtagok belső fele, a has és a nyak alsó része piszkosfehér.

## Életmódja
A Sharpe-őszantilopok többnyire magányosak, de párokban is élhetnek. A bikák territóriumot tartanak fenn, amit vagy magányosan, vagy párjukkal közösen jelölnek ki és védelmeznek. Vész esetén nem azonnal menekülnek, hanem mozdulatlanul lapulnak, és csak az utolsó pillanatban kezdenek menekülni a sűrű aljnövényzet rejtekén. Gyakorta keresnek menedéket különféle üregekben, vájatokban (például földimalacok ásta mélyedésekben).
Rejtőzködő életmódú faj, elsősorban éjszaka aktív: a nappalt pihenéssel és kérődzéssel tölti a bozótban. Táplálékául különféle termések, gyökerek és gumók szolgálnak. Vízigényét is alapvetően ezekből fedezi, de alkalomadtán iszik is.

## Szaporodása
A Sharpe-őszantilopok egész évben szaporodhatnak, de az ellésekre többnyire november-december során, az esős időszak elején kerül sor. A vemhesség körülbelül hat hónapig tart, végeztével egy vagy két borjú jön a világra. Az elválasztásra három hónapos korban kerül sor, az ivarérettséget pedig 6-19 hónapos kor között érik el a fiatal állatok.

## Természetvédelmi helyzete
A széles körben elterjedt Sharpe-ősziantilopot nem fenyegeti különösebb veszély, mivel rejtőzködő életmódja miatt vadászata nem könnyű. Csak helyenként szorult vissza élőhelyének elpusztulása miatt. Állománya, amit 95 000 példányosra becsülnek, összességében stabilnak tűnik, különösen a védett területeken, ahol a Sharpe-őszantilopok mintegy harmada él. A Természetvédelmi Világszövetség értékelése szerint a faj nem fenyegetett.